# Waco A
El Waco A fue una serie de aviones deportivos biplanos biplaza lado a lado estadounidenses de principios de los años 30 del siglo XX.

## Diseño y desarrollo
La serie Waco A fue introducida en 1932 como un avión privado asequible con capacidad de llevar equipaje y de alcance medio, y con una imagen más deportiva que el más grande Waco F. La serie A ofrecía una variedad de opciones motoras que tenían diferentes subdesignaciones. La amplitud de potencias iba del KBA con motor Kinner de 75 kW (100 hp) al postrero UBA con una planta motriz Continental de 157 kW (210 hp).
El PLA "Sportsman" de 1933 introducía un fuselaje más ancho y largo, y una mayor carga útil, y tenía un motor radial Jacobs LA-1 de 127 kW (170 hp). El último modelo de la serie fue el ULA, también de 1933, con una planta motora de 157 kW (210 hp).

## Historia operacional
La serie A fue comprada principalmente por pilotos privados con tendencias deportivas. Se produjeron relativamente pocos, y el modelo sobrevivía en pequeñas cantidades en 2009. Un PBA está en exhibición en el Historic Aircraft Restoration Museum en Dauster Field, cerca de San Luis, Misuri.

## Variantes
Datos de Aerofiles
BBA
Wright J-5 de 123 kW (165 hp), uno convertido.
KBA
Kinner K-5 de 75 kW (100 hp), uno construido, convertido a IBA.
IBA
Kinner B-5 de 93 kW (125 hp), dos construidos y uno convertido desde KBA.
PBA
Jacobs LA-1 de 127 kW (170 hp), seis construidos.
RBA
Warner Scarab de 82 kW (110 hp), luego de 93 kW (125 hp), cuatro construidos.
TBA
Kinner R-5 de 119 kW (160 hp), no producido.
UBA
Continental R-670 de 157 kW (210 hp), seis (posiblemente más) producidos.
ICA
Kinner K-5 de 93 kW (125 hp).
KCA
Kinner K-5 de 75 kW (100 hp).
PCA
Jacobs LA-1 de 127 kW (170 hp).
RCA
Warner Scarab de 82 kW (110 hp).
TCA
Kinner R-5 de 119 kW (169 hp), no producido.
UCA
Continental R-670 de 157 kW (210 hp), proyecto planeado, producido como UBA.
PLA Sportsman
Fuselaje más largo y ancho, y motor Jacobs LA-1 de 127 kW (179 hp), cuatro producidos.
ULA Sportsman
Como el PLA, con un motor Continental R-670 de 157 kW (210 hp), uno producido.

## Especificaciones (RBA)
Referencia datos: Green, 1965, p. 306

### Características generales
- Tripulación: Uno (piloto)
- Capacidad: Un pasajero
- Longitud: 6,4 m
- Envergadura: 8,84 m
- Altura: 2,44 m
- Peso vacío: 566,99 kg
- Peso cargado: 884,05 kg
- Planta motriz: 1× motor radial de siete cilindros refrigerado por aire Warner Scarab.
  - Potencia: 93 kW (125 hp)

### Rendimiento
- Velocidad máxima operativa (Vno): 167,37 km/h
- Velocidad crucero (Vc): 146,45 km/h
- Alcance: 643,74 km
- Techo de vuelo: 3901,44 m (12 800 pies)
- Régimen de ascenso: 2,54 m/s (500 pies/min)

### Secuencias de designación
- Secuencia Alfabética (interna de Waco): A - C - E - F →